# Bogdan Kourinnoi
Bogdan Kourinnoi (Stoccolma, 15 dicembre 1993) è un lottatore svedese, specializzato nella lotta greco-romana. Ha vinto la medaglia di bronzo continentale agli europei di Roma 2020, nel torneo degli 82 chilogrammi.

## Palmarès
- Europei

Roma 2020: bronzo negli 82 kg.
- Campionati nordici

Kristiansund 2019: oro negli 82 kg.
Herning 2021: oro negli 82 kg.